# Estação Gamboa
A Estação Gamboa é uma das estações do Teleférico da Providência, situada na cidade do Rio de Janeiro, seguida da Estação Américo Brum. Administrada pela Companhia de Desenvolvimento Urbano da Região do Porto do Rio de Janeiro (CDURP), é uma das estações terminais do sistema.
Foi inaugurada em 2 de julho de 2014, entretanto encontra-se fechada desde o dia 17 de dezembro de 2016. Localiza-se no cruzamento da Rua Rivadávia Corrêa com a Rua da Gamboa. Atende o bairro da Gamboa, situado na Zona Central da cidade.
A estação recebeu esse nome por estar situada no bairro da Gamboa, um dos bairros do Rio de Janeiro.

## Localização
A estação localiza-se na esquina da Rua Rivadávia Corrêa com a Rua da Gamboa, aos fundos da Cidade do Samba. Dada sua localização, propicia integração com a Parada Providência do VLT Carioca.